# دنوپامین
دنوپامین (انگلیسی: Denopamine) (INN) یک داروی قلب و عروق است که به عنوان آگونیست گیرنده آدرنرژیک β1 عمل می‌کند. این دارو در درمان آنژین صدری استفاده می‌شود و همچنین ممکن است در درمان نارسایی احتقانی قلب و برای پاکسازی ادم ریه کاربردهای بالقوه‌ای داشته باشد.   در ژاپن با نام تجاری کالگوت (カルグート) به بازار عرضه می‌شود و به صورت قرص‌های ۵ و ۱۰ میلی‌گرمی و گرانول‌های ریز ۵ درصد موجود است.